# Andrena korbella
Andrena korbella är en biart som beskrevs av Grünwaldt 2005. Andrena korbella ingår i släktet sandbin, och familjen grävbin. Inga underarter finns listade i Catalogue of Life.